# 尚博尔 (厄尔省)
尚博尔（法語：Chambord，法語發音：[ʃɑ̃bɔʁ]）是法国厄尔省的一个市镇，属于埃夫勒区。

## 地理
尚博尔（48°53'23"N, 0°36'33"E）面积14.62 平方千米，位于法国诺曼底大区厄尔省，该省份为法国北部内陆省份，北起滨海塞纳省，西接奧恩省和卡爾瓦多斯省，南至厄尔-卢瓦省，东临瓦兹省、瓦兹河谷省和伊夫林省。
与尚博尔接壤的市镇（或旧市镇、城区）包括：布瓦昂泽赖、布瓦诺尔芒德-普雷利尔、莱博特罗、拉艾圣西尔韦斯特、瑞涅特、乌什堡。

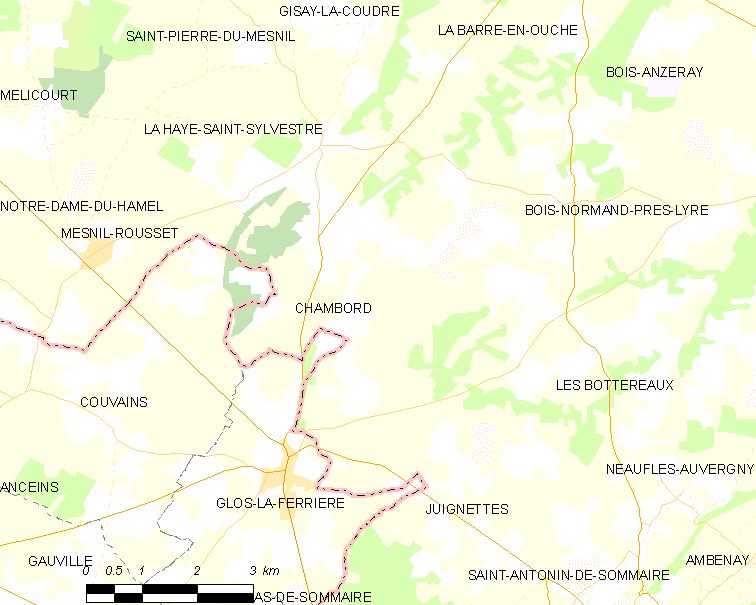
的OSM定位图

尚博尔的时区为UTC+01:00、UTC+02:00（夏令时）。

## 行政
尚博尔的邮政编码为27250，INSEE市镇编码为27139。

## 政治
尚博尔所属的省级选区为布勒特伊县。

## 人口

1962-2008年间人口变化图示

尚博尔于2022年1月1日时的人口数量为172人。